# جارود كينغ
جارود كينغ (بالإنجليزية: Jarrod King) هو لاعب كرة الريشة نيوزلندي، ولد في 15 نوفمبر 1974.

## وصلات خارجية
- جارود كينغ على موقع BWF.tournamentsoftware.com (الإنجليزية)
- جارود كينغ على موقع BWFbadminton.com (الإنجليزية)
- جارود كينغ على موقع اللجنة الأولمبية النيوزيلندية (الإنجليزية)
- جارود كينغ على موقع اتحاد ألعاب الكومنولث (مؤرشف) (الإنجليزية)